# Leucodon assimilis
Leucodon assimilis là một loài Rêu trong họ Leucodontaceae. Loài này được (Müll. Hal.) A. Jaeger mô tả khoa học đầu tiên năm 1877.